# Camille Cerf
Camille Cerf (Calais, 9 dicembre 1994) è una modella francese.
Camille Cerf ha vinto il titolo di Miss Nord-Pas-de-Calais 2014. È stata eletta Miss Francia 2015.
Ha una sorella gemella, Mathilde.